# باول سميث (لاعب كرة قاعدة أمريكي)
باول سميث (بالإنجليزية: Paul Smith)‏ هو لاعب كرة قاعدة أمريكي، ولد في 7 مايو 1888 في ماونت زيون في الولايات المتحدة، وتوفي في 3 يوليو 1958 في ديكادور في الولايات المتحدة.